# Bair Badionow
Bair Badionow (ros. Баи́р Доржи́евич Бадёнов;  ur. 28 czerwca 1976 w Zugalaj) – rosyjski łucznik, brązowy medalista olimpijski, drużynowy mistrz Europy. Startuje w konkurencji łuków klasycznych.
Największym jego osiągnięciem jest brązowy medal igrzysk olimpijskich w Pekinie indywidualnie. Mistrz Europy (1996) drużynowo.